# Mirrie Hill
Mirrie Irma Jaffa (Solomon) Hill (født 1. december 1889 - død 1. maj 1986 i Sydney Australien) var en australsk komponist, pianist og lærer.
Hill studerede tidligt klaver. Hun studerede senere komposition hos bl.a. Alfred Hill, som hun senere blev gift med i 1921. Efter et stipendium studerede hun videre på NSW State Conservatorium of Music, hvor hun senere skulle blive lærer i komposition.
Hill har skrevet en symfoni, orkesterværker, klaverstykker, kammermusik etc.

## Udvalgte værker
- Symfoni "Arnhem Land" (1954) - for orkester
- "3 Aboriginal danse" (1950) - for orkester
- Rapsodi (1914) - for klaver og orkester
- "De grønne baner i Kent" (1959) - for orkester